# Tabela Pinyin
Essa tabela pinyin é uma listagem completa de todas as sílabas de Hanyu Pinyin usadas no Mandarim padrão. Cada sílaba em uma célula é composta de uma inicial (colunas) e uma final (linhas). Uma célula vazia indica que a sílaba correspondente não existe no Mandarim Padrão.
Com diferenças pequenas, muitas sílabas são pronunciadas de forma parecida com a pronúncia da Língua Portuguesa. Algumas sílabas são pronúnciadas de formas muito diferentes do Português. Para uma explicação mais detalhada da pronúncia das iniciais e finais, veja o artigo Pinyin.
Note que essa tabela indica possíveis combinações de iniciais e finais no Mandarim padrão, mas não indica os tons, que são igualmente importantes para a pronúncia correta do Chinês. Embora algumas combinações inicial-final tenham sílabas usando cada um dos 5 tons diferentes, a maioria não o faz. Algumas utilizam apenas um tom.
As entradas Pinyin nessa página podem ser comparadas às sílabas que usam o sistema fonético (não-romanizado) Zhuyin na página Tabela Zhuyin.
finais são agrupadas em sub-grupos a, i, u and ü.  
Os grupos i, u e ü indicam uma combinação destas finais com finais do Grupo a. Por exemplo:
- Grupo i: i+ai=iai, i+ê=ie, i+ou=iu
- Grupo u: u+ei=ui, u+eng=ong
- Grupo ü: ü+ê=ue, ü+eng=iong

A maioria das sílabas são combinações de uma inicial e uma final. No entanto, algumas sílabas não tem iniciais. Isso é inicado em Pinyin dessa forma:
- se a final começa com um i, é substituido por um y
- se a final começa com um u, é substituido por um w
- se a final começa com um ü, é substituido por um yu
- Exceções para os casos acima:
  - i sozinha é substituída por yi
  - iu é substituída por you
  - in é substituída por yin
  - ing é substituída por ying
  - u sozinha é substituída por wu
  - ui é substituída por wei
  - un é substituída por wen
  - ong é substituída por weng

Note que os substitutos y, w, e yu acima não alteram a pronúncia de uma final em uma sílaba constituída apenas de final. Elas são usadas para evitar ambigüidade entre palavras em pinyin. Por exemplo, ao invés de:
- "uen" e "ian" formando "uenian", que poderia ser interpretado como:
  - "uen-ian"
  - "uen-i-an" ou
  - "u-en-i-an"
- as sílabas são escritas "wen" e "yan" o que resulta em uma palavras mais distinta: "wenyan"

| Tabela Pinyin  | Tabela Pinyin | Iniciais      | Iniciais | Iniciais | Iniciais | Iniciais | Iniciais | Iniciais | Iniciais | Iniciais | Iniciais | Iniciais | Iniciais | Iniciais | Iniciais | Iniciais | Iniciais | Iniciais | Iniciais | Iniciais | Iniciais | Iniciais | Iniciais | Tabela Pinyin | Tabela Pinyin  |
| Tabela Pinyin  | Tabela Pinyin | (sem inicial) | b        | p        | m        | f        | d        | t        | n        | l        | g        | k        | h        | j        | q        | x        | zh       | ch       | sh       | r        | z        | c        | s        | Tabela Pinyin | Tabela Pinyin  |
| -------------- | ------------- | ------------- | -------- | -------- | -------- | -------- | -------- | -------- | -------- | -------- | -------- | -------- | -------- | -------- | -------- | -------- | -------- | -------- | -------- | -------- | -------- | -------- | -------- | ------------- | -------------- |
| Finais grupo a | -i            |               |          |          |          |          |          |          |          |          |          |          |          |          |          |          | zhi      | chi      | shi      | ri       | zi       | ci       | si       | -i            | Finais grupo a |
| Finais grupo a | a             | a             | ba       | pa       | ma       | fa       | da       | ta       | na       | la       | ga       | ka       | ha       |          |          |          | zha      | cha      | sha      |          | za       | ca       | sa       | a             | Finais grupo a |
| Finais grupo a | o             | o             | bo       | po       | mo       | fo       |          |          |          |          |          |          |          |          |          |          |          |          |          |          |          |          |          | o             | Finais grupo a |
| Finais grupo a | e             | e             |          |          | me       |          | de       | te       | ne       | le       | ge       | ke       | he       |          |          |          | zhe      | che      | she      | re       | ze       | ce       | se       | e             | Finais grupo a |
| Finais grupo a | ê             |               |          |          |          |          |          |          |          |          |          |          |          |          |          |          |          |          |          |          |          |          |          | ê             | Finais grupo a |
| Finais grupo a | ai            | ai            | bai      | pai      | mai      |          | dai      | tai      | nai      | lai      | gai      | kai      | hai      |          |          |          | zhai     | chai     | shai     |          | zai      | cai      | sai      | ai            | Finais grupo a |
| Finais grupo a | ei            | ei            | bei      | pei      | mei      | fei      | dei      |          | nei      | lei      | gei      |          | hei      |          |          |          | zhei     |          | shei     |          | zei      |          |          | ei            | Finais grupo a |
| Finais grupo a | ao            | ao            | bao      | pao      | mao      |          | dao      | tao      | nao      | lao      | gao      | kao      | hao      |          |          |          | zhao     | chao     | shao     | rao      | zao      | cao      | sao      | ao            | Finais grupo a |
| Finais grupo a | ou            | ou            |          | pou      | mou      | fou      | dou      | tou      | nou      | lou      | gou      | kou      | hou      |          |          |          | zhou     | chou     | shou     | rou      | zou      | cou      | sou      | ou            | Finais grupo a |
| Finais grupo a | an            | an            | ban      | pan      | man      | fan      | dan      | tan      | nan      | lan      | gan      | kan      | han      |          |          |          | zhan     | chan     | shan     | ran      | zan      | can      | san      | an            | Finais grupo a |
| Finais grupo a | en            | en            | ben      | pen      | men      | fen      |          |          | nen      |          | gen      | ken      | hen      |          |          |          | zhen     | chen     | shen     | ren      | zen      | cen      | sen      | en            | Finais grupo a |
| Finais grupo a | ang           | ang           | bang     | pang     | mang     | fang     | dang     | tang     | nang     | lang     | gang     | kang     | hang     |          |          |          | zhang    | chang    | shang    | rang     | zang     | cang     | sang     | ang           | Finais grupo a |
| Finais grupo a | eng           | eng           | beng     | peng     | meng     | feng     | deng     | teng     | neng     | leng     | geng     | keng     | heng     |          |          |          | zheng    | cheng    | sheng    | reng     | zeng     | ceng     | seng     | eng           | Finais grupo a |
| Finais grupo a | er            | er            |          |          |          |          |          |          |          |          |          |          |          |          |          |          |          |          |          |          |          |          |          | er            | Finais grupo a |
| Finais grupo i | i             | yi            | bi       | pi       | mi       |          | di       | ti       | ni       | li       |          |          |          | ji       | qi       | xi       |          |          |          |          |          |          |          | i             | Finais grupo i |
| Finais grupo i | ia            | ya            |          |          |          |          |          |          |          | lia      |          |          |          | jia      | qia      | xia      |          |          |          |          |          |          |          | ia            | Finais grupo i |
| Finais grupo i | io            | yo            |          |          |          |          |          |          |          |          |          |          |          |          |          |          |          |          |          |          |          |          |          | io            | Finais grupo i |
| Finais grupo i | ie            | ye            | bie      | pie      | mie      |          | die      | tie      | nie      | lie      |          |          |          | jie      | qie      | xie      |          |          |          |          |          |          |          | ie            | Finais grupo i |
| Finais grupo i | iai           | yai           |          |          |          |          |          |          |          |          |          |          |          |          |          |          |          |          |          |          |          |          |          | iai           | Finais grupo i |
| Finais grupo i | iao           | yao           | biao     | piao     | miao     |          | diao     | tiao     | niao     | liao     |          |          |          | jiao     | qiao     | xiao     |          |          |          |          |          |          |          | iao           | Finais grupo i |
| Finais grupo i | iu            | you           |          |          | miu      |          | diu      |          | niu      | liu      |          |          |          | jiu      | qiu      | xiu      |          |          |          |          |          |          |          | iu            | Finais grupo i |
| Finais grupo i | ian           | yan           | bian     | pian     | mian     |          | dian     | tian     | nian     | lian     |          |          |          | jian     | qian     | xian     |          |          |          |          |          |          |          | ian           | Finais grupo i |
| Finais grupo i | in            | yin           | bin      | pin      | min      |          |          |          | nin      | lin      |          |          |          | jin      | qin      | xin      |          |          |          |          |          |          |          | in            | Finais grupo i |
| Finais grupo i | iang          | yang          |          |          |          |          |          |          | niang    | liang    |          |          |          | jiang    | qiang    | xiang    |          |          |          |          |          |          |          | iang          | Finais grupo i |
| Finais grupo i | ing           | ying          | bing     | ping     | ming     |          | ding     | ting     | ning     | ling     |          |          |          | jing     | qing     | xing     |          |          |          |          |          |          |          | ing           | Finais grupo i |
| Finais grupo u | u             | wu            | bu       | pu       | mu       | fu       | du       | tu       | nu       | lu       | gu       | ku       | hu       |          |          |          | zhu      | chu      | shu      | ru       | zu       | cu       | su       | u             | Finais grupo u |
| Finais grupo u | ua            | wa            |          |          |          |          |          |          |          |          | gua      | kua      | hua      |          |          |          | zhua     | chua     | shua     |          |          |          |          | ua            | Finais grupo u |
| Finais grupo u | uo            | wo            |          |          |          |          | duo      | tuo      | nuo      | luo      | guo      | kuo      | huo      |          |          |          | zhuo     | chuo     | shuo     | ruo      | zuo      | cuo      | suo      | uo            | Finais grupo u |
| Finais grupo u | uai           | wai           |          |          |          |          |          |          |          |          | guai     | kuai     | huai     |          |          |          | zhuai    | chuai    | shuai    |          |          |          |          | uai           | Finais grupo u |
| Finais grupo u | ui            | wei           |          |          |          |          | dui      | tui      |          |          | gui      | kui      | hui      |          |          |          | zhui     | chui     | shui     | rui      | zui      | cui      | sui      | ui            | Finais grupo u |
| Finais grupo u | uan           | wan           |          |          |          |          | duan     | tuan     | nuan     | luan     | guan     | kuan     | huan     |          |          |          | zhuan    | chuan    | shuan    | ruan     | zuan     | cuan     | suan     | uan           | Finais grupo u |
| Finais grupo u | un            | wen           |          |          |          |          | dun      | tun      |          | lun      | gun      | kun      | hun      |          |          |          | zhun     | chun     | shun     | run      | zun      | cun      | sun      | un            | Finais grupo u |
| Finais grupo u | uang          | wang          |          |          |          |          |          |          |          |          | guang    | kuang    | huang    |          |          |          | zhuang   | chuang   | shuang   |          |          |          |          | uang          | Finais grupo u |
| Finais grupo u | ong           | weng          |          |          |          |          | dong     | tong     | nong     | long     | gong     | kong     | hong     |          |          |          | zhong    | chong    |          | rong     | zong     | cong     | song     | ong           | Finais grupo u |
| Finais grupo ü | ü             | yu            |          |          |          |          |          |          | nü       | lü       |          |          |          | ju       | qu       | xu       |          |          |          |          |          |          |          | ü             | Finais grupo ü |
| Finais grupo ü | üe            | yue           |          |          |          |          |          |          | nüe      | lüe      |          |          |          | jue      | que      | xue      |          |          |          |          |          |          |          | üe            | Finais grupo ü |
| Finais grupo ü | üan           | yuan          |          |          |          |          |          |          |          | lüan     |          |          |          | juan     | quan     | xuan     |          |          |          |          |          |          |          | üan           | Finais grupo ü |
| Finais grupo ü | ün            | yun           |          |          |          |          |          |          |          | lün      |          |          |          | jun      | qun      | xun      |          |          |          |          |          |          |          | ün            | Finais grupo ü |
| Finais grupo ü | iong          | yong          |          |          |          |          |          |          |          |          |          |          |          | jiong    | qiong    | xiong    |          |          |          |          |          |          |          | iong          | Finais grupo ü |
| Tabela Pinyin  | Tabela Pinyin | (no initial)  | b        | p        | m        | f        | d        | t        | n        | l        | g        | k        | h        | j        | q        | x        | zh       | ch       | sh       | r        | z        | c        | s        | Tabela Pinyin | Tabela Pinyin  |
| Tabela Pinyin  | Tabela Pinyin | Iniciais      |          |          |          |          |          |          |          |          |          |          |          |          |          |          |          |          |          |          |          |          |          | Tabela Pinyin | Tabela Pinyin  |

Legenda de cor:
| iniciais ou finais normais "normais" Final está no grupo a ou é uma combinação direta de: - i+Final grupo a - u+Final grupo a - ü+Final grupo a |
| Final dos grupos i, u, ü groups é uma combinação modificada de: - i+Final grupo a - u+Final grupo a - ü+Final grupo a                           |
| --- |
| sílaba é uma combinação direta de inicial e final (ou segue regras para finais sozinhas como explicado no topo da página)                       |
| sílaba é uma combinação modificada de inicial e final                                                                                           |
Finais modificadas dos grupos i, u, e ü:
As seguintes finais nos grupos i, u, e ü são uma combinação modificada de i, u or ü com uma final do grupo a:
- ie=i+ê
- iu=i+ou
- in=i+en
- ing=i+eng
- ui=u+ei
- un=u+en
- ong=u+eng
- üe=ü+ê
- ün=ü+en
- iong=ü+eng

Umas poucas sílabas adicionais são formadas em pinyin combinando uma combinação inicial-final da tabela acima com um er-final adicional. Ao invés de ter duas sílabas distintas, o último "er" é contraído com a primeira combinação, e assim representado como uma sílaba (análoga ao "they're" ao invés de "they are", e "isn't" ao invés do "is not" do inglês)
| combinações inicial+final+er | combinações inicial+final+er | combinações inicial+final+er | combinações inicial+final+er |
| Sílaba resultante            | inicial                      | final                        | final er                     |
| ---------------------------- | ---------------------------- | ---------------------------- | ---------------------------- |
| banr                         | b                            | an                           | er                           |
| pir                          | p                            | i                            | er                           |
| mianr                        | m                            | ian                          | er                           |
| fur                          | f                            | u                            | er                           |
| dianr                        | d                            | ian                          | er                           |
| dingr                        | d                            | ing                          | er                           |
| tangr                        | t                            | ang                          | er                           |
| tuir                         | t                            | ui                           | er                           |
| nar                          | n                            | a                            | er                           |
| nür                          | n                            | ü                            | er                           |
| ger                          | g                            | e                            | er                           |
| ganr                         | g                            | an                           | er                           |
| kour                         | k                            | ou                           | er                           |
| kongr                        | k                            | ong                          | er                           |
| hair                         | h                            | ai                           | er                           |
| haor                         | h                            | ao                           | er                           |
| huar                         | h                            | ua                           | er                           |
| huor                         | h                            | uo                           | er                           |
| huir                         | h                            | ui                           | er                           |
| jinr                         | j                            | in                           | er                           |
| xiar                         | x                            | ia                           | er                           |
| xianr                        | x                            | ian                          | er                           |
| zher                         | zh                           |                              | er                           |
| shir                         | sh                           |                              | er                           |
| shuir                        | sh                           | ui                           | er                           |
| wanr                         |                              | uan                          | er                           |
| wor                          |                              | uo                           | er                           |